# Bruno von Wahl
Bruno von Wahl (* 18. Juli 1868 in München; † 1952 in Bad Tölz) war ein deutscher Maler, Illustrator und Fachlehrer für Zeichnen.

## Familie
Bruno von Wahl entstammte der weit verzweigten deutsch-baltischen Adelsfamilie Wahl, die ihren Sitz in Estland hatte. Aus ihr gingen Gutsbesitzer, Offiziere in deutschen und russischen Diensten, aber auch zahlreiche Künstler hervor. Alexander (Alexej) von Wahl, Brunos Vater, war 1839 noch auf dem Stammsitz der Familie, Assick in Estland, aufgewachsen, hatte an der Akademie in Sankt Petersburg Bildhauerei studiert und sich 1861 zur Fortsetzung des Studiums nach München begeben. Er wechselte zur Malerei und verstarb 1903 in München. Verheiratet war er mit Pauline, geborene Baronesse von Hoyningen-Huene, geboren in Reval, Estland. Bruno von Wahl wuchs mit vier Geschwistern in der Münchner Georgenstraße auf. Die jüngere Schwester Pauline heiratete 1895 den Kunstmaler Robert Franz Curry (1872–1955) aus Boston, die Schwester Adele 1899 dessen Bruder, den Mathematiker und Physiker Charles Curry (1868–1935). Die dritte Schwester, Helene, war seit 1903 mit dem Generaldirektor der Allianz-Versicherung Gustav Knote verheiratet.

## Leben

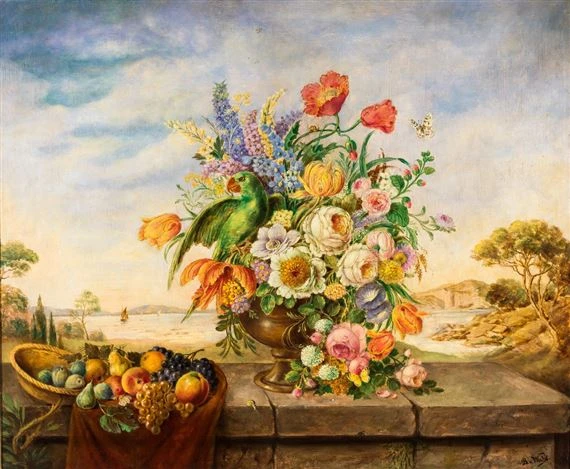
Blumenstillleben mit Papagei

Bruno von Wahl besuchte ab 1878 das Maximiliansgymnasium in München. Die Matrikel der Schule vermerkte seinen Schulaustritt am 16. Juli 1881 „wegen Übersiedelung der Eltern nach Russland“, was jedoch nicht zutraf: Er trat zum Realgymnasium in Freising über. Zur Vorbereitung auf das Studium an der Kunstakademie schrieb er sich zunächst an der Münchner Kunstgewerbeschule ein, wo er die Fächer Kunstgewerbliches Zeichnen bei Leopold Gmelin (1847–1916)  und Glasmalerei bei Robert Ulke (1831–1910) belegte. Mit dem 29. April 1889 erfolgte der Übertritt in die Kompositionsklasse von Rudolf Seitz an der Kunstakademie. 1899 unternahm er eine Studienreise nach Italien.
1901 heiratete er Marie Kathleen Miller (* 1870 in Murree, Britisch-Nordindien), die Tochter eines Zivilrichters; 1902 wurde der Sohn Wilhelm Robert Alexander geboren. Die Ehe wurde 1915 geschieden. In zweiter Ehe heiratete von Wahl am 10. Februar 1916 Louise von Eschwege, geborene Thomas, welche ebenfalls geschieden war. Louise war in erster Ehe mit dem Wiesenbaulehrer Wilhelm von Eschwege verheiratet (1864–1920), ihr Sohn aus dieser Ehe, Rudolf von Eschwege, fiel als Jagdflieger im Ersten Weltkrieg.

## Tätigkeit
Bruno von Wahl war in München als Fachlehrer für Freihandzeichnen und kunstgewerbliches Fachzeichnen an der Gewerblichen Fortbildungsschule, seit 1906 an der Städtischen Gewerbeschule tätig. 1929 wurde er als Gewerbestudienrat in den Ruhestand versetzt und übersiedelte nach Bad Tölz in Oberbayern.
Neben der Lehrtätigkeit entwickelte Bruno von Wahl Entwürfe für das Kunstgewerbe und zeichnete gelegentlich auch Illustrationen, so um 1895 zu Gedichten seiner Schwester Adele, die sich in Familienbesitz erhalten haben. Freiberuflich entstanden vor allem großformatige, feinteilige Blumenstillleben, die die Auseinandersetzung mit der niederländischen Blumenmalerei des 17. Jahrhunderts nahelegen, gelegentlich aber auch Landschaftsausschnitte einbeziehen. Darstellungen von Tscherkessen- beziehungsweise Kosakenreitern, die sich ebenfalls in der Familie erhalten haben, waren vermutlich frühe Arbeiten. Sie sind deutlich unter dem Einfluss der Malerei des Vaters entstanden, erreichen jedoch bei weitem nicht deren Qualität.
Wagner war auf der Großen Deutschen Kunstausstellung in München mit dem Ölgemälde „Blumenstück“ vertreten, das Hitlers Vertrauter Heinrich Hoffmann erwarb.

## Werkauswahl
- 72 Tafeln mit kunstgewerblichen Entwürfen in der Zeitschrift Auf!; 12 Hefte; Verlag der Vereinigten Kunstanstalten München 1901–1902.
- 10 Illustrationen zu Gedichten von Adele von Wahl, eine 1895 datiert (Manuskript in Familienbesitz).
- 2 Blumenstillleben und ein Kosakenreiter (Tscherkesse) mit Fahne neben seinem Pferd: Familienbesitz.